# Estadio Coloso del Pacífico
El Estadio Coloso del Pacífico, es un estadio de béisbol que se encuentra localizado en la ciudad de Tepic, Nayarit. Será la casa de los Jaguares de Nayarit, equipo mexicano de béisbol profesional de reciente creación que participará en la Liga Mexicana del Pacífico, a partir de la temporada 2025-26.
Junto al Estadio Olímpico Santa Teresita, conforman la Unidad Deportiva Santa Teresita, ubicada en la colonia del mismo nombre, al norte de la ciudad de Tepic.

## Historia
El estadio comenzó su construcción en abril de 2023, luego de la orden directa del entonces presidente de la república Andrés Manuel López Obrador, mismo que se caracterizó por ser un gran impulsor del rey de los deportes durante su mandato, y fue mediante la SEDATU que los trabajos de construcción del nuevo parque de pelota para cerca de 9,500 espectadores comenzaron a ejecutarse. 
De igual forma, el proyecto nació de la necesidad de reconvertir la zona de la Unidad Deportiva Santa Teresita, la cual se encontraba en total abandono y en la cual imperaba el pandillaje y el consumo de sustancias entre jóvenes. 
En noviembre de 2024 y luego de alrededor de un año y medio de trabajos, el estadio fue oficialmente inaugurado durante una ceremonia especial ante un lleno total con un partido de exhibición entre las selecciones de Cuba y México que días después participarían en el WBSC Premier 12 de 2024, que tuvo como co-sede al Coloso del Pacífico junto al Estadio Charros, ubicado en Zapopan, Jalisco. Dicha inauguración contó con la presencia del gobernador del estado de Nayarit, Miguel Ángel Navarro Quintero, el director de la CONADE, Rommel Pacheco, entre otras figuras del deporte nacional y local.

## Proyecto
Del proyecto del Estadio Coloso del Pacífico se encargó la Secretaría de Desarrollo Agrario, Territorial y Urbano (SEDATU), liderada entonces por su secretario el arquitecto Román Meyer Falcón. Dicha dependencia fue la encargada de edificar y remodelar otros parques de pelota en el país.
El proyecto se llevó a cabo mediante la participación 50-50 entre el Gobierno del Estado de Nayarit y el Gobierno Federal quienes aportaron cada quien 350 millones de pesos para su construcción. Así mismo, se rehabilitaron las calles circundantes a la unidad deportiva con vialidad en concreto hidráulico y nuevos servicios.
Inicialmente, el nuevo estadio estaba proyectado para albergar a 8,000 asistentes. Sin embargo, el proyecto final arrojó la capacidad total de 9,480 espectadores distribuidos en seis zonas diferentes, 10 palcos, una suite presidencial con 94 asientos y espacio para 20 sillas de ruedas. El estadio cuenta con todas las instalaciones para brindar a los aficionados la mejor experiencia, incluidos tres restaurantes con vista al campo de juego, 31 locales comerciales en el pasillo interior y cuatro tiendas (durante el Premier12 se habilitó una tienda oficial de New Era con mercancía oficial de la Selección Mexicana de Béisbol). El estadio cuenta con capacidad de albergar alrededor de 1,000 vehículos repartidos en dos estacionamientos dentro de la Unidad Deportiva Santa Teresita.
El campo de juego cumple con todos los requisitos para albergar eventos internacionales de clase mundial. El nuevo césped tiene una altura de 45 mm y una densidad de 1600 g/m². El moderno sistema de iluminación ofrece 1500 lux en el infield y 1000 en el outfield, lo que garantiza los más altos estándares para jugadores, aficionados y socios de transmisión. El recinto también ofrece instalaciones de primera clase para los equipos, con jaulas de bateo debajo, modernas casas club para 35 jugadores, bullpens y dugouts.
La cancha del estadio está construida en césped sintético y las dimensiones oficiales del campo de juego son las siguientes:
- Jardín Derecho: 330 pies
- Jardín Central: 410 pies
- Jardín Izquierdo: 330 pies

## Jaguares de Nayarit y llegada a la LMP
Durante su construcción y al concluir esta, el gobernador del estado afirmó en reiteradas ocasiones que el estadio sería casa de un nuevo equipo de la Liga Mexicana del Pacífico, afirmando, inclusive, que el equipo local se llamaría los Jaguares de Nayarit. Así mismo, el mandatario señaló inicialmente que el equipo podría estar debutando durante la temporada 2026-27, pero posteriormente durante una reunión con medios de comunicación fue que señaló que el equipo debutaría en la inmediata temporada 2025-26, señalando:
"De una vez les adelanto, si va a haber, casi al 100 por ciento ya está el equipo de beisbol de la Liga del Pacífico en Nayarit a partir de este año".
Afirmaciones que desataron una oleada de rumores, siendo la mudanza de los Sultanes de Monterrey la versión más sonada, dicho traspaso dejaría al equipo regiomontano únicamente con su participación en la Liga Mexicana de Béisbol.
El 10 de abril del 2025 en Guadalajara se llevó a cabo la asamblea de dueños para anunciar en una rueda de prensa posterior que se había dado el visto bueno a la intención de compra del empresario Carlos Peralta para llevar a cabo la compra de la franquicia de Sultanes de Monterrey y trasladarla a la ciudad de Tepic, Nayarit. 